# 장태훈 (1982년)
장태훈(1982년 10월 31일 ~ )은 대한민국의 배우이다.

## 학력
- 2002년 ~ 2005년 중국인민대학 신문방송학과
- 2005년 용인대학교 연극학과 중퇴

## 출연

### 방송

#### 드라마
- 2007년 KBS 2TV 《KBS 드라마시티 - 사랑이 우리를 움직이는 방식》 - 태일 역
- 2007년 MBC 《MBC 베스트극장 - 드리머즈》 - 조용하 역
- 2007년 SBS 《달려라 고등어》 - 고봉태 역
- 2010년 OCN 《야차》 - 이시재 역
- 2012년 KBS 2TV 《난폭한 로맨스》 - 유창호 역
- 2015년 MBN 《제왕의 딸 수백향》
- 2015년 후난위성텔레비전 《선풍소녀》
- 2016년 후난위성텔레비전 《선풍소녀 2》
- 2016년 MBC 《쇼핑왕 루이》
- 2022년 KBS 1TV 《태종 이방원》 - 구종수 역

### 영화
- 2016년 《트릭》 - 김영준 역
- 2023년 《그대 어이가리》 - 태훈 역
- 2023년 <킬링로맨스> - 영화사직원 역
- 2023년 <서울의 봄> -당직부관 역

### 공연

#### 연극
- 2005년 《세상에서 제일 시끄러운 집》

### 뮤직비디오
- 2011년 베이지 - 〈술을 못해요〉

### 광고
- 2005년 SK텔레콤 응원가 편
- 2006년 KTF 붉은 악마 편